# Tomáš Hejtmánek
Tomáš Hejtmánek (* 24. ledna 1971 Praha) je český filmový režisér.
Mezi roky 1990 a 1997 studoval katedru dokumentární tvorby na Filmové a televizní fakultě Akademie múzických umění v Praze (FAMU). Během studií zpracoval snímek Jedna setina, jenž je věnován životu a dílu grafika Vladimíra Boudníka. Za tento dokument získal ocenění i na mezinárodních filmových festivalech. Během roku 1992 absolvoval stáž ve francouzském městě Montpellier. O tři roky později (1995) byl přijat na londýnskou Royal College of Art, kde se měl věnovat filmu a televizi). Ač přijat, ke studiu nakonec nenastoupil. Mezi roky 1994 a 1996 pracoval na filmu Anna. Ve stejné době se natáčel film o filmu Kolja. Od roku 1997 se věnoval práci na filmu Sentiment v hlavní roli s Jiřím Kodetem.